# Haldur Õim
Haldur Õim (ur. 22 stycznia 1942) – estoński językoznawca. Zajmuje się m.in. semantyką, pragmatyką oraz językoznawstwem komputerowym.

## Życiorys
Absolwent Uniwersytetu w Tartu. W 1970 r. obronił na tejże uczelni pracę kandydacką, a w 1992 r. uzyskał doktorat.
W 1969 r. został zatrudniony na Uniwersytecie w Tartu. W 1986 r. został profesorem, od 1992 r. profesor językoznawstwa ogólnego w Tartu.
W 1994 r. został mianowany członkiem Estońskiej Akademii Nauk. W 2001 r. otrzymał Order Gwiazdy Białej (klasa IV), a w 2005 r. uhonorowano go Nagrodą Ferdinanda Johanna Wiedemanna.